# Azat Arcach
Azat Arcach (arménsky: Ազատ Արցախ; v překladu Svobodný Arcach, Arcach – historický název Náhorního Karabachu) je oficiální státní deník mezinárodně neuznané Republiky Arcach. Vycházel ve Stěpanakertu v arménském jazyce, v internetové verzi vycházela i anglická a ruská mutace.

## Historie
První číslo bylo vydáno 16. června 1923 pod názvem Hechčuk (Գեղջուկ, česky: Rolník), noviny později změnily název na Chorurdain Karabach (Խորհրդային Ղարաբաղ, česky: Sovětský Karabach); po rozpadu SSSR se přejmenovaly na Arcach (Արցախ), následně na NK Republika (ԼՂ Հանրապետություն) a konečně na Azat Arcach. Od roku 1980 v redakci působil pozdější prezident Náhorněkarabašské republiky Arkadij Gukasjan. Na konci 80. let měl deník více než 90 000 předplatitelů, roku 2010 se jejich počet pohyboval okolo 3 000.